# Sny o Krkavcích
Sny o Krkavcích je název knihy z prostředí Star Treku, jejímž autorem je Carmen Carter. Originální název knihy vydané v angličtině v USA roku 1987 je Dreams of the Raven.

## Obsah
Jak v TV seriálu , tak knihách včetně této na seriál navazující je v popředí děje trojice tvořená kapitánem Jamesem Kirkem, prvním vědeckým důstojníkem Spockem z planety Vulkán (zde vystupuje mimořádně jako korvetní kapitán) a vrchním lékařem Dr. Leonardem McCoyem. Tuto trojici doplňují další důstojníci – vrchní inženýr Montgomery Scott, komunikační důstojnice Nyota Uhura a dvojice navigačních důstojníků Hikaru Sulu a Pavel Čechov.
Na svých cestách vesmírem se posádka vesmírné lodi Enterprise setkala s rasou jimi nazvanou Krkavci pro odporný vzhled. Těm se daří mentálně obsazovat lodě a stanice mnoha civilizací, na Enterprise zaútočili zprvu z jimi obsazené obchodní lodě. Když útočníka Enterprise zničí, naleznou uvnitř pozůstatky mimozemšťanů s dvěma mozky a odporným vzhledem Krkavců. Pak Krkavci zaútočí znovu přes doktora Leonarda McCoye, který po úderu do hlavy ztratil část svých vzpomínek a chce se vrátit na Zemi jako obyčejný doktor. Vybavil si je zpět až při operaci téměř umírajícího Spocka.

## České vydání knihy
Do češtiny knihu přeložili Vladimír Klíma v roce 1993 a vydalo ji nakladatelství Albert Boskovice téhož roku se souhlasem původního nakladatele Bonus Praha . Její očíslování, velikost publikace i grafická úprava jsou shodná, jako měly předchozí knihy z počátků u vydávaných knih Star Treku, např.:Hrozba z vesmíru a Pátrání po Spockovi. Drobná knížka formátu B6 má 201 stran a je opatřena barevnou obálkou, stála tehdy 48 Kč.